# فرنچ کمپ، میسیسیپی
فرنچ کمپ (به انگلیسی: French Camp) شهرکی در ایالت میسیسیپی کشور ایالات متحده آمریکا است که جمعیت آن در سرشماری سال ۲۰۱۰ میلادی، ۱۷۴
نفر بوده‌است.

## نگارخانه

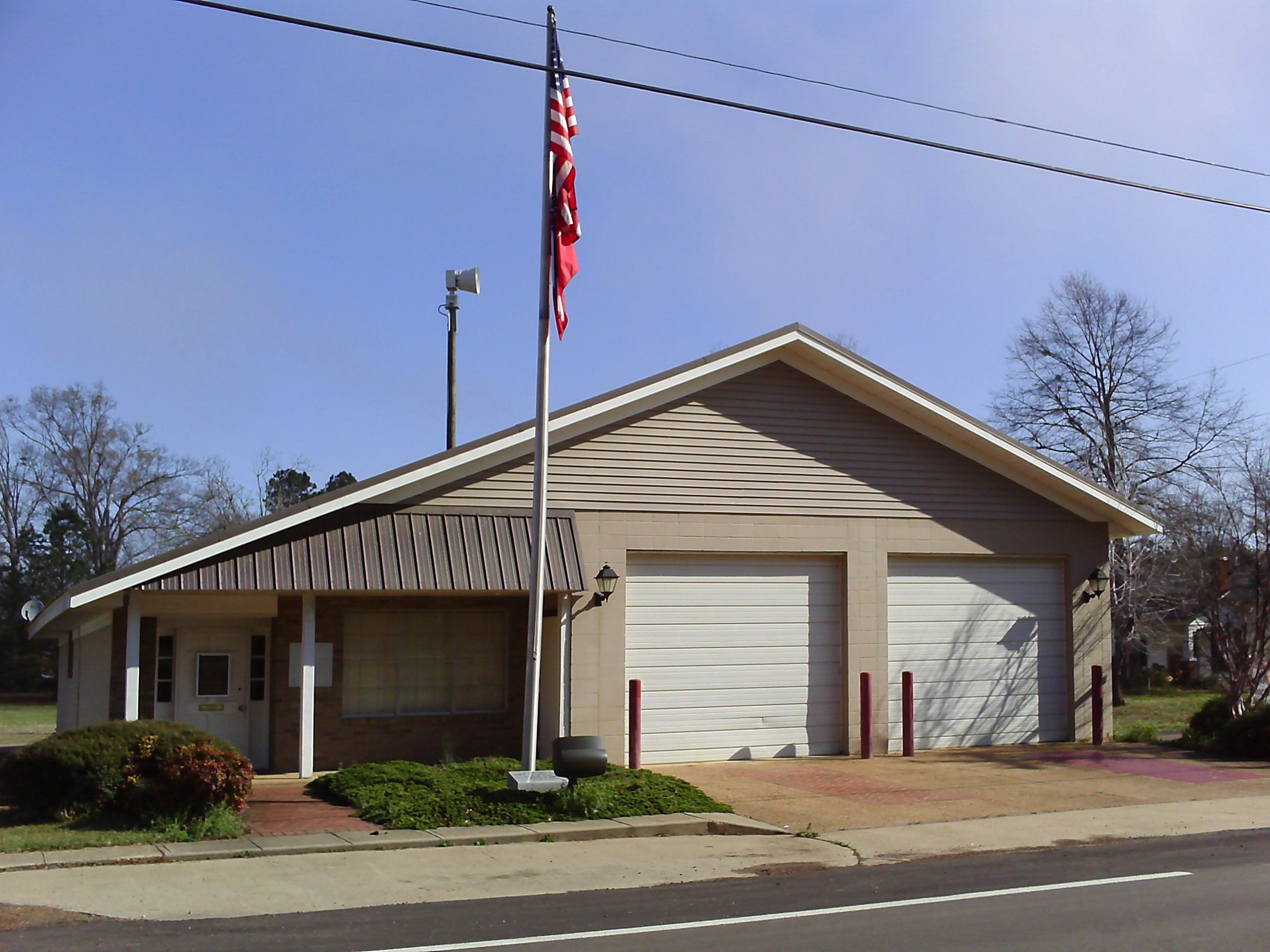
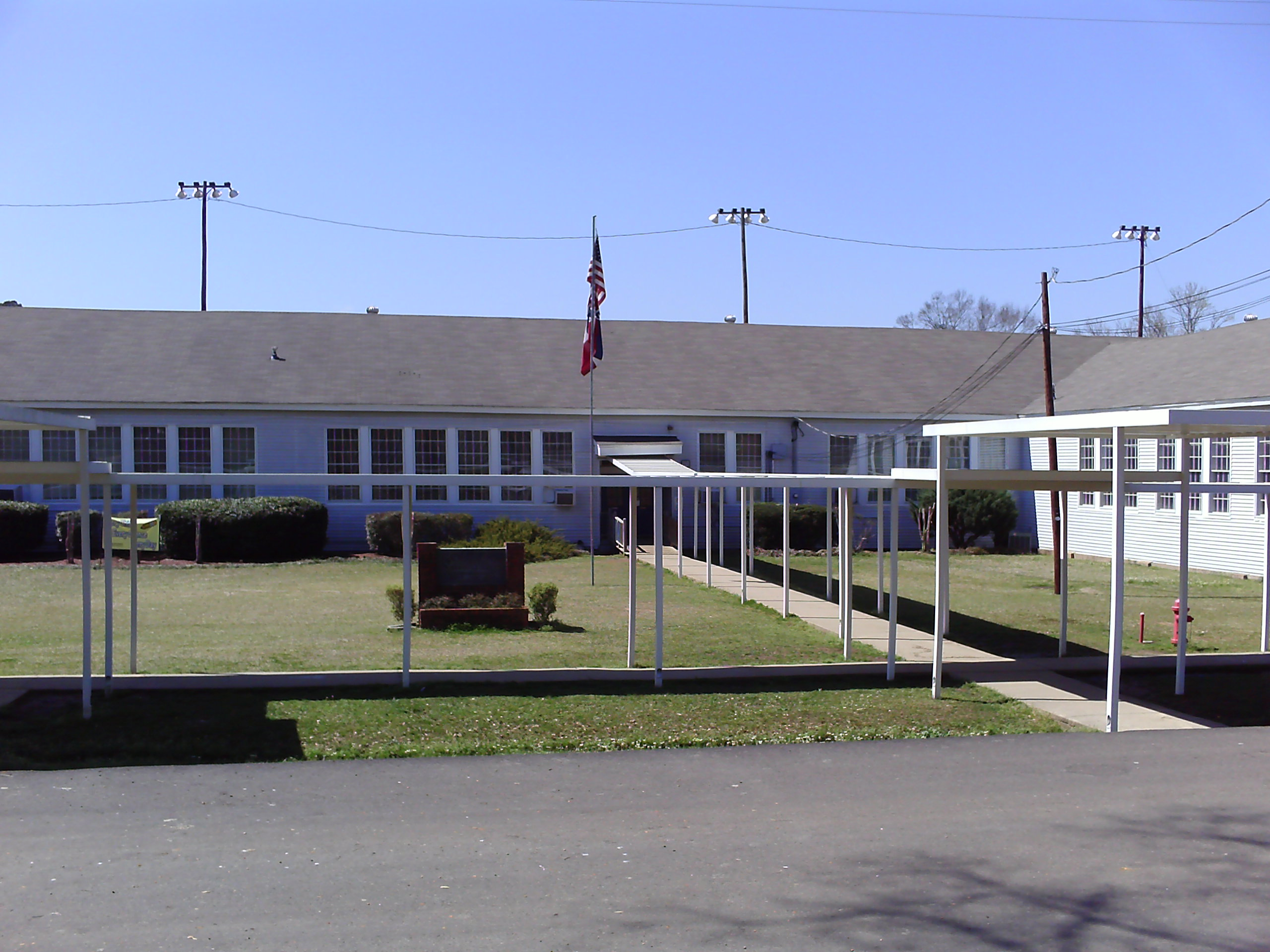
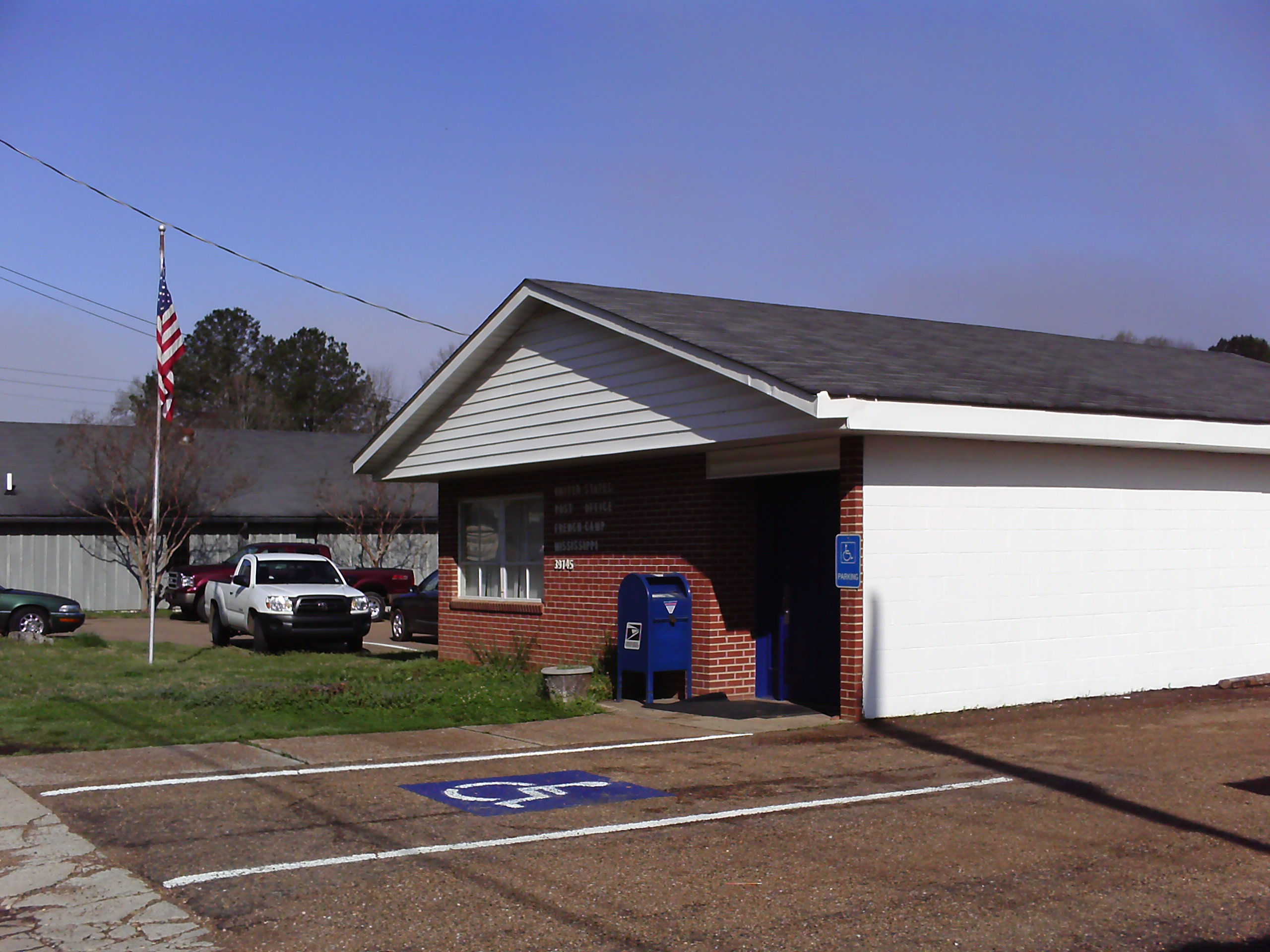
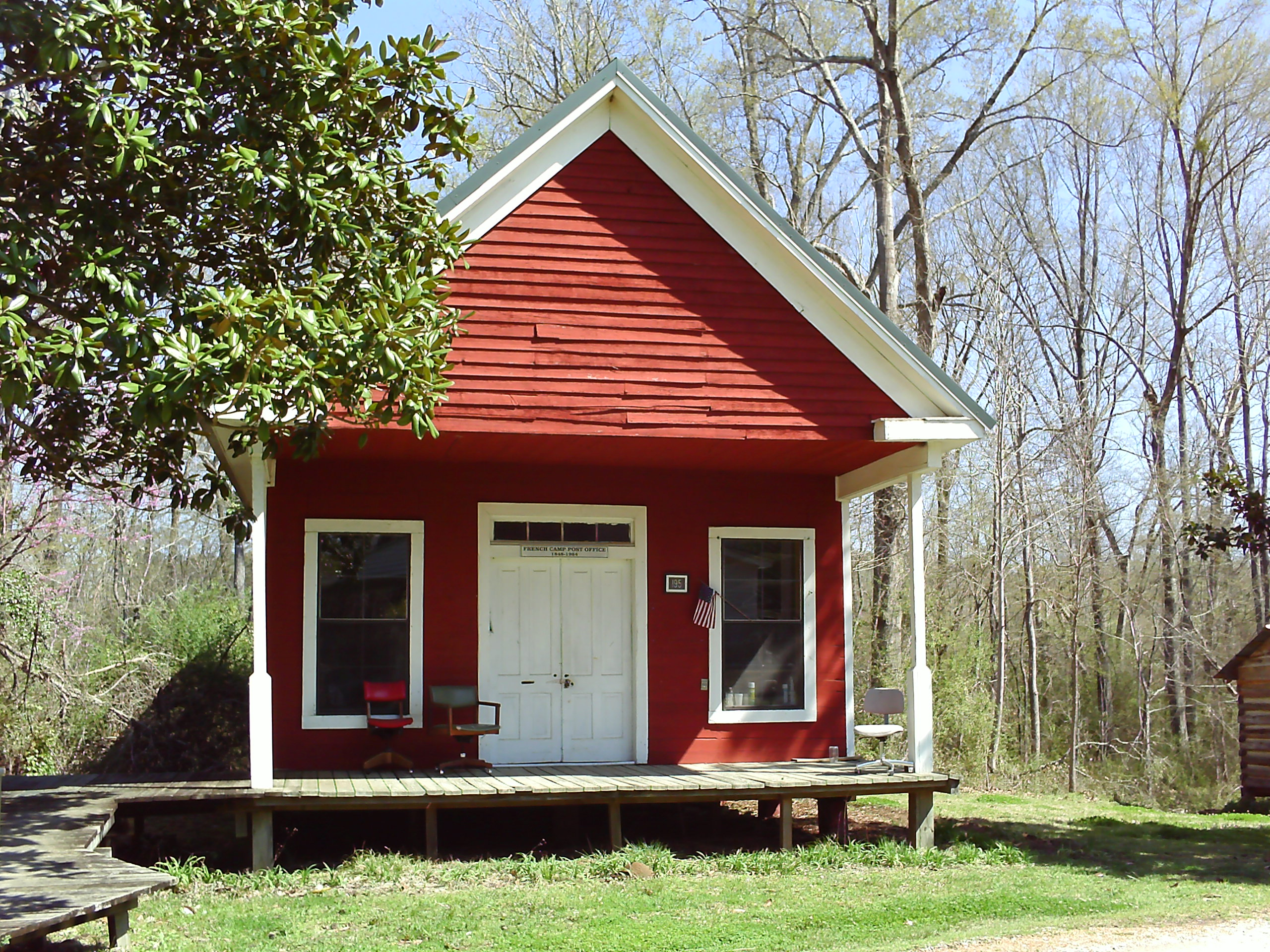